# MGP (Danmark)
För andra betydelser av MGP, se MGP.
MGP är en dansk musiktävling för ungdomar mellan 8 och 15 år som anordnas årligen av DR sedan 2000. Första året hette egentligen tävlingen Børne1'erens melodi grand prix (efter det danska ungdomsprogrammet Børne1'eren), men började från år 2001 sändas under namnet MGP. Vinnaren av MGP får representera Danmark i MGP Nordic. 2003-2005 skickades dock de vinnande bidragen istället till Junior Eurovision Song Contest.

## Vinnare
- 2000: FemininuM - "Sort sort snak"
- 2001: Sisse Søby - "Du har brug for mig"
- 2002: Razz - "Kickflipper"
- 2003: Anne Gadegaard - "Arabiens Drøm"
- 2004: Cool Kids - "Pigen er min"
- 2005: Nicolai Kielstrup - "Shake, shake, shake"
- 2006: SEB - "Tro På Os To"
- 2007: Amalie Høegh - "Til solen står op"
- 2008: The Johanssons - "En for alle, alle for en"
- 2009: Pelle B - "Kun min"
- 2011: Chestnut Avenue - "Tro på dig selv"
- 2012: Energy - "Jeg bli’r ved"
- 2013: Kristian - "Den første autograf"
- 2014: Emma Pi - "Du ser den anden vej"
- 2015: Flora Ofelia - "Du Du Du"
- 2016: Ida og Lærke - "Bar' for vildt"
- 2017: Bastian - "Frikvarter"
- 2018: Mille - "Til næste år"
- 2019: SoDa - "Bedste veninder"
- 2020: Liva - "Ingen plan B"
- 2021: Emilie - "Ikke som de andre pi'r"
- 2022: Emma - "Hater"
- 2023: Sophia "Det bare tanker
- 2024: Naya - "Stop!"